# 什锦果仁
什锦果仁（Trail mix）是指由穀麥、果乾、坚果、糖果等組成的混合零食，有些遠足的人會帶上什锦果仁，然後在遠足時邊走邊吃。因为什锦果仁重量轻、易于储存且具有一定的营养和能量，有些遠足愛好者會青睞這種混合零食。